# Serromyia bispinosa
Serromyia bispinosa är en tvåvingeart som beskrevs av Maurice Emile Marie Goetghebuer 1936. Serromyia bispinosa ingår i släktet Serromyia och familjen svidknott. Inga underarter finns listade i Catalogue of Life.